# 小松沢陽一
小松沢 陽一（こまつざわ よういち、1950年 - ）は、日本の映画ジャーナリスト。東北芸術工科大学大学院客員教授。

## 経歴
- 1950年、岩手県一関市に生まれる。
- 1971年、渡仏。パリ第七大学で「パリ日本映画クラブ」主宰。その後、映画ジャーナリストの活動を開始。雑誌「スターログ」で毎年、伝説の映画祭、アヴォリアッツ国際ファンタスティック映画祭をレポートする。
- 1985年、東京国際ファンタスティック映画祭のプロデューサーに任命される。会場でいつも泣き、“泣きの小松沢”の異名で知られるようになる。以降「サンダンス映画祭 in TOKYO」、ゆうばり国際ファンタスティック映画祭の創設に関わり、日本では珍しい、映画祭プロデューサーの仕事をメインの職業とするようになる。ただし、自身が手がけた各映画祭は病気などで降板している。ゆうばり映画祭は市民主導で継続しているが、東京ファンタは消滅した。こうした運営が理由で、1回もしくは2回程度で終了した映画イベントも少なくない。
- 2008年、東北芸術工科大学大学院仙台スクールの客員教授に就任。

## 受賞歴
- 1989年 - 第9回ローマ国際映画祭特別栄誉賞
- 1992年 - 第20回アヴォリアッツ国際映画祭20周年記念特別功労賞
- 1995年 - エランドール賞特別賞

## 著書
- 夢人間たちの共和国 東京国際ファンタスティック映画祭10年史（1995年、シネマハウス）
- ゆうばり映画祭物語 映画を愛した町、映画に愛された町（2008年、平凡社）

### 共著
- 感動のマドレーヌ現象 イベントマーケティングのフレンチノウハウ（2002年、エディテ100）